# Horno

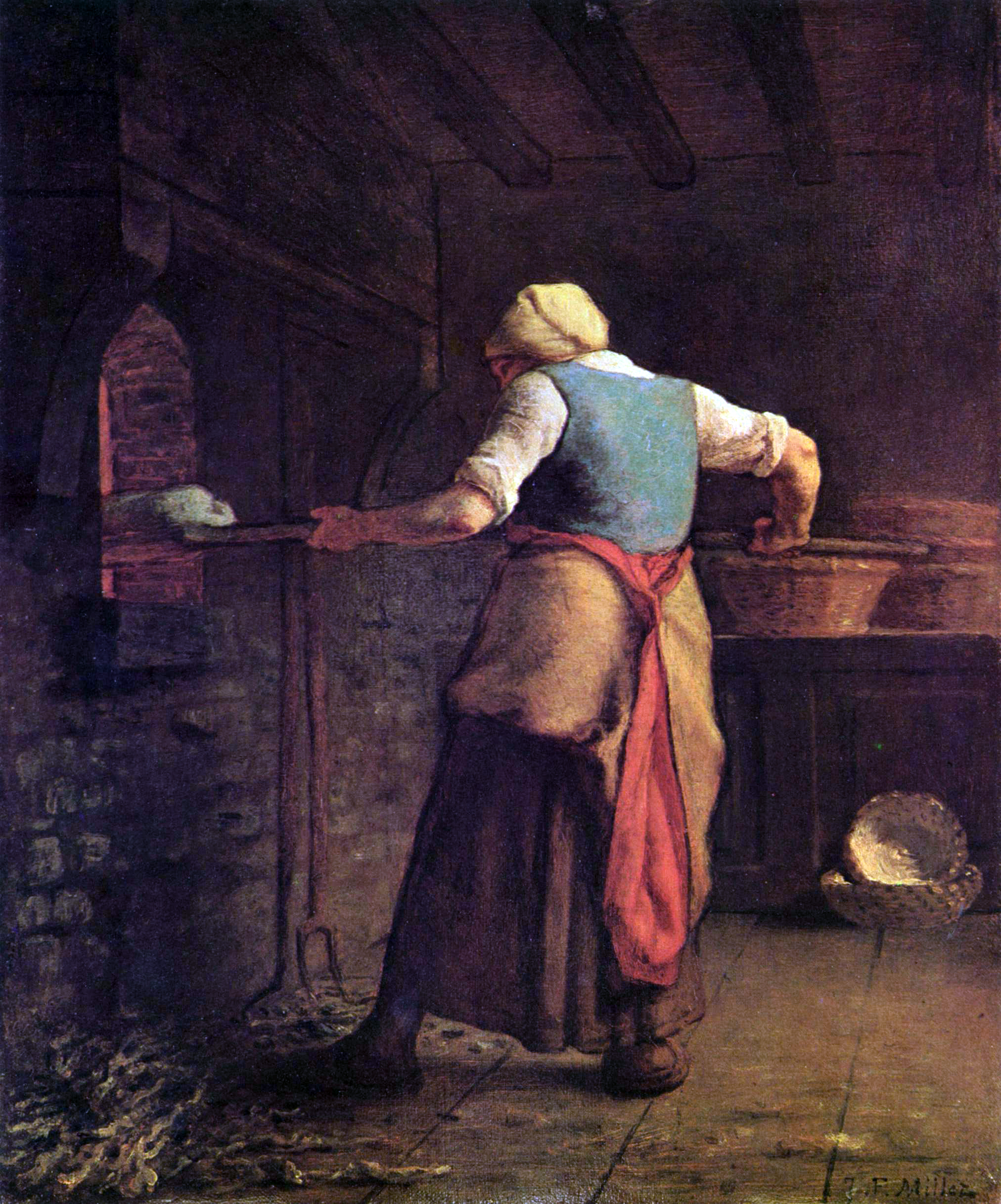
Mujer en el horno, pintura de Jean-François Millet (1854).

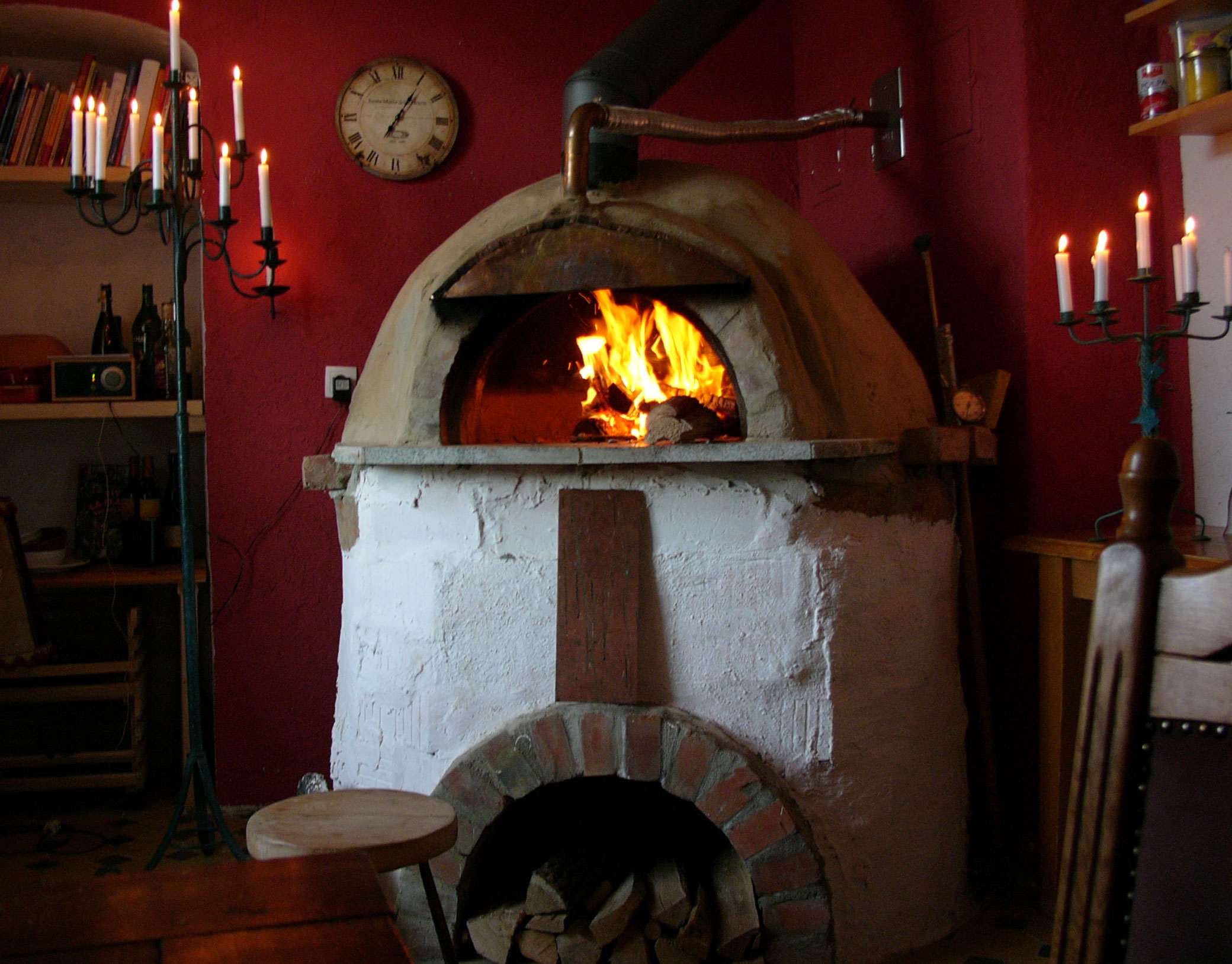
Un horno de barro

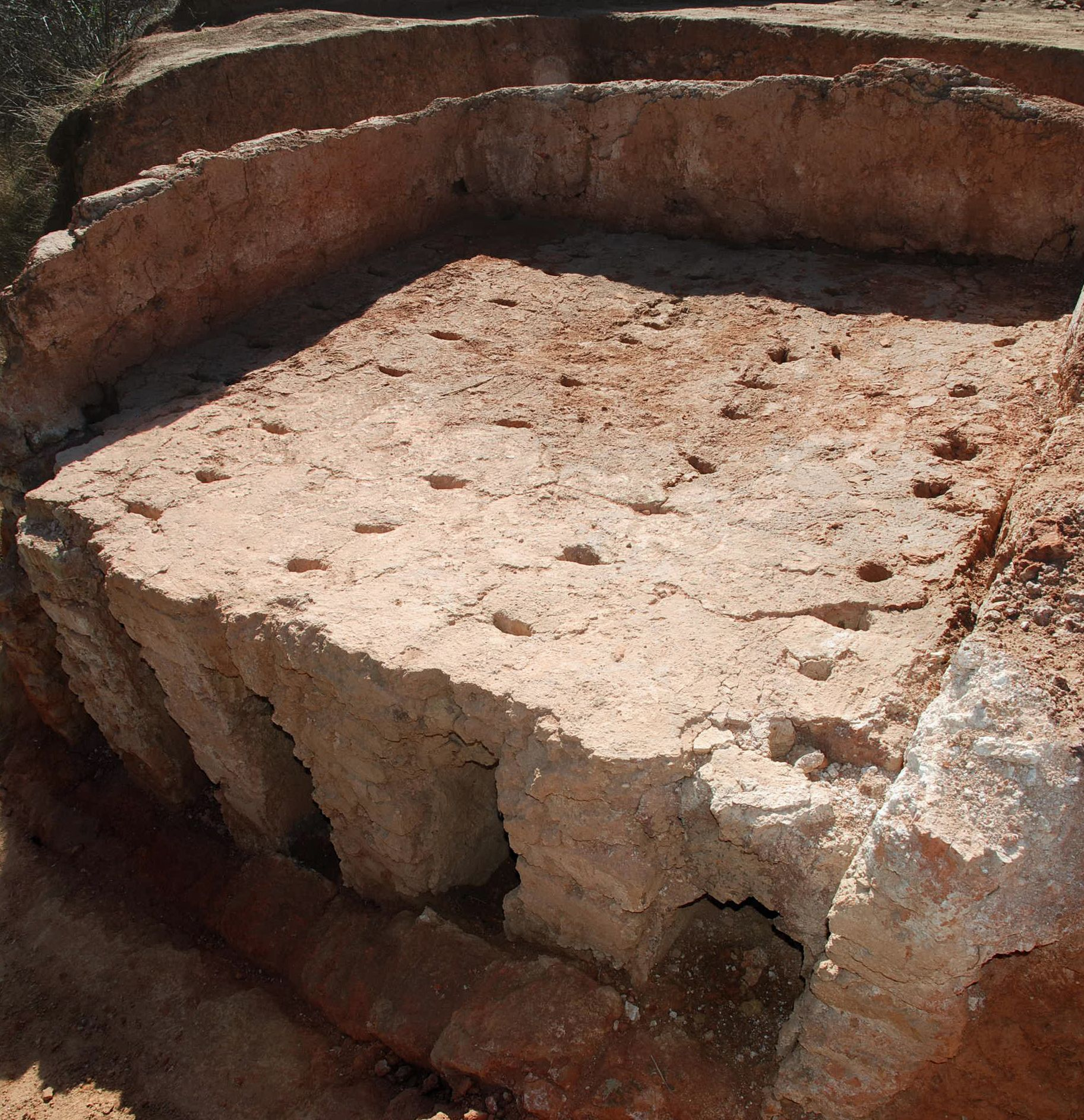
Un horno romano de Abia de las Torres (Palencia, España), para la elaboración de cerámica y de materiales de construcción.

El horno (del latín «furnum») es un aparato que almacena el calor, lo genera por medio de combustión y lo mantiene dentro de un compartimento cerrado. Se utiliza tanto en la cocina para preparar, calentar o secar alimentos, como en la industria. La energía calorífica utilizada para alimentar un horno puede obtenerse directamente, por combustión (leña, gas u otro combustible), radiación (horno solar), o indirectamente, por medio de electricidad (horno eléctrico).

## Historia

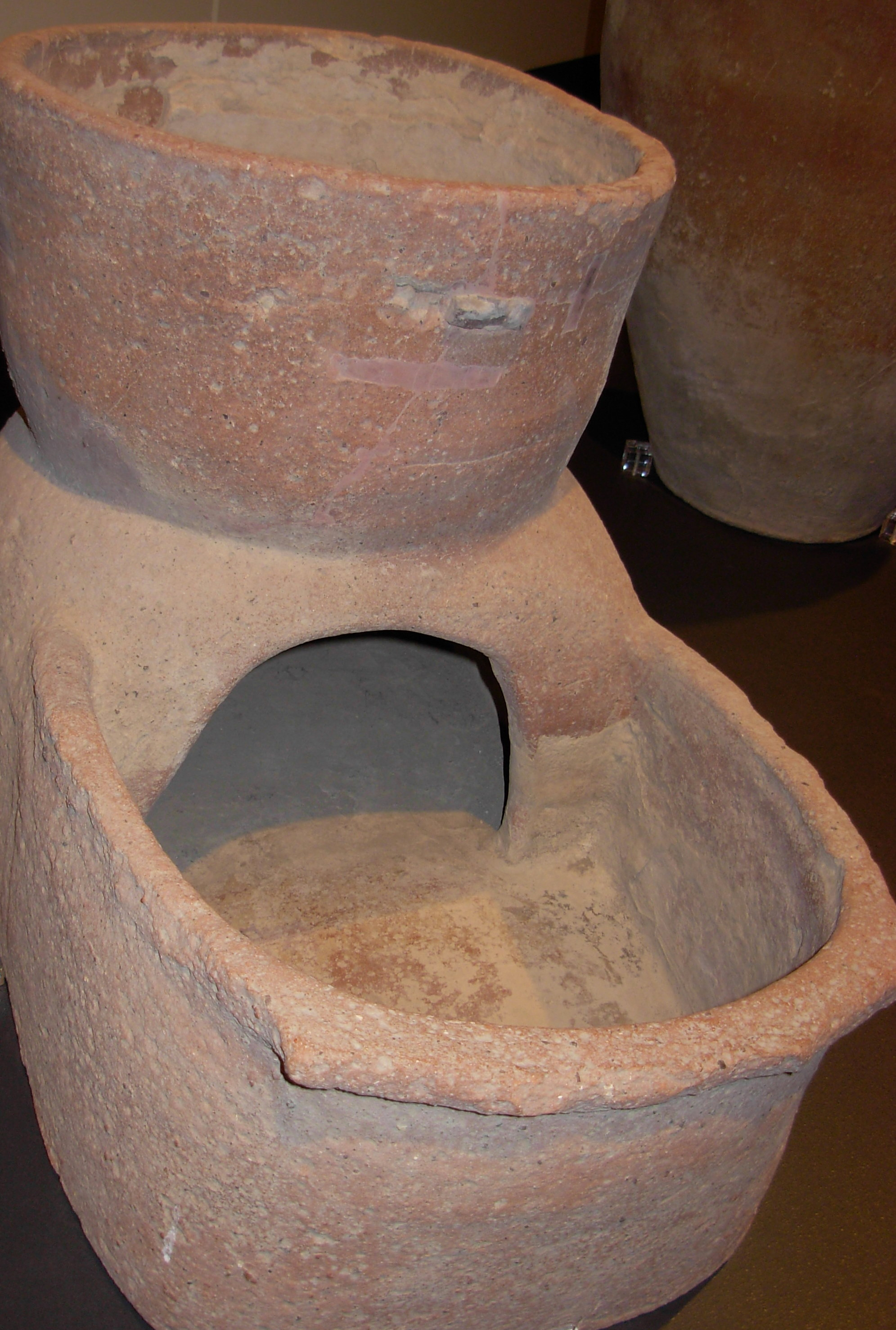
Un horno en Pompeya

El horno tradicional era un recinto formado por una fábrica de adobe, que acababa convirtiéndose en un bloque de material de alfarería por la cocción por calor. Tenían forma abovedada sobre una base plana y una sola abertura; la entrada. Se calentaba mediante un fuego de leña, que se dejaba consumir. El grosor, la inercia térmica de la envoltura, eran los elementos que contribuían a guardar el calor. La base donde se produce la combustión se limpia de cenizas y sobre ella se colocan los alimentos que deben asarse. Esta disposición fue evolucionando con el tiempo, y se crearon nuevas técnicas.
Los primeros hornos se encontraron en Europa Central y datan del 29 000 a. C. Eran pozos para asar y hervir dentro de yurtas usadas para cocinar mamuts. En Ucrania desde el 20 000 a. C. se usaban pozos con brasas cubiertas de cenizas. La comida se envolvía en hojas y se colocaba encima, luego se cubría con tierra. En los campamentos encontrados en Mezhirich, cada casa de huesos de mamut tenía un hogar que se usaba para calentar y cocinar. Los hornos fueron utilizados por las culturas que vivían en el valle del Indo y en el Egipto predinástico. Hacia el 3200 a. C., cada casa de adobe tenía un horno en los asentamientos del valle del Indo. Los hornos se usaban para cocinar alimentos y hacer ladrillos. Las civilizaciones predinásticas de Egipto usaban hornos alrededor del 5000 al 4000 a. C. para hacer cerámica.
Los hornos Tandır utilizados para hornear pan plano sin levadura eran comunes en Anatolia durante las eras selúcida y otomana, y se han encontrado en sitios arqueológicos distribuidos por todo Oriente Medio. La palabra tandır proviene del acadio tinuru, que se convierte en tanur en hebreo y árabe, y tandır en turco. De los cientos de variedades de pan conocidas de fuentes cuneiformes, el pan tinuru sin levadura se hacía adhiriendo el pan a las paredes laterales de un horno cilíndrico calentado. Este tipo de pan sigue siendo fundamental para la cultura alimentaria rural en esta parte del mundo, reflejado en el folclore local, donde un hombre y una mujer jóvenes que comparten pan tandır fresco es un símbolo del amor joven, sin embargo, la cultura de hornear pan tradicional va cambiando con las generaciones más jóvenes, especialmente con aquellos que residen en ciudades que muestran preferencia por las comodidades modernas.
Durante la Edad Media, en lugar de hornos de tierra y cerámica, los europeos usaban chimeneas junto con grandes calderos. Estos eran similares al horno holandés. Después de la Edad Media, los hornos sufrieron muchos cambios a lo largo del tiempo de madera, hierro, carbón, gas e incluso eléctricos. Cada diseño tenía su propia motivación y propósito. Las cocinas de leña mejoraron con la adición de cámaras de fuego que permitieron una mejor contención y liberación de humo. Otro horno reconocible sería la estufa de hierro fundido. Estos se usaron por primera vez a principios de 1700 cuando se sometieron a varias variaciones, incluida la estufa de hierro Stewart Oberlin que era más pequeña y tenía su propia chimenea.
A principios del siglo XIX, se desarrolló el horno de carbón. Tenía forma cilíndrica y estaba hecho de hierro fundido pesado. El horno de gas también vio su primer uso a principios del siglo XIX. Las cocinas de gas se convirtieron en hornos domésticos muy comunes una vez que las tuberías de gas estuvieron disponibles en la mayoría de las casas y vecindarios. James Sharp patentó una de las primeras cocinas de gas en 1826. Otras diversas mejoras a la estufa de gas incluyeron la cocina AGA inventada en 1922 por Gustaf Dalén. Los primeros hornos eléctricos se inventaron a fines del siglo XIX; sin embargo, como muchos inventos eléctricos destinados al uso comercial, la propiedad masiva de hornos eléctricos no pudo ser una realidad hasta que se dispuso de un uso mejor y más eficiente de la electricidad.
Más recientemente, los hornos se han vuelto un poco más tecnológicos en términos de manera de llevar a cabo la cocción. Percy Spencer descubrió el microondas como herramienta de cocina en 1946 y, con la ayuda de ingenieros, se patentó el horno de microondas. El horno de microondas utiliza la radiación de microondas para excitar las moléculas de agua en los alimentos causando fricción y, por lo tanto, produciendo calor.

## Tipos de hornos
- Horno de leña u horno de barro. Funciona a partir de materiales forestales. Desde el punto de vista del consumo energético, es el menos eficiente y el que más emisiones de dióxido de carbono tiene, pero desde el punto de vista gastronómico, en ciertos casos da un sabor especial a ciertos platos. Se utiliza ampliamente en la cocina tradicional castellana: por ejemplo, para el cordero asado o el cochinillo asado.

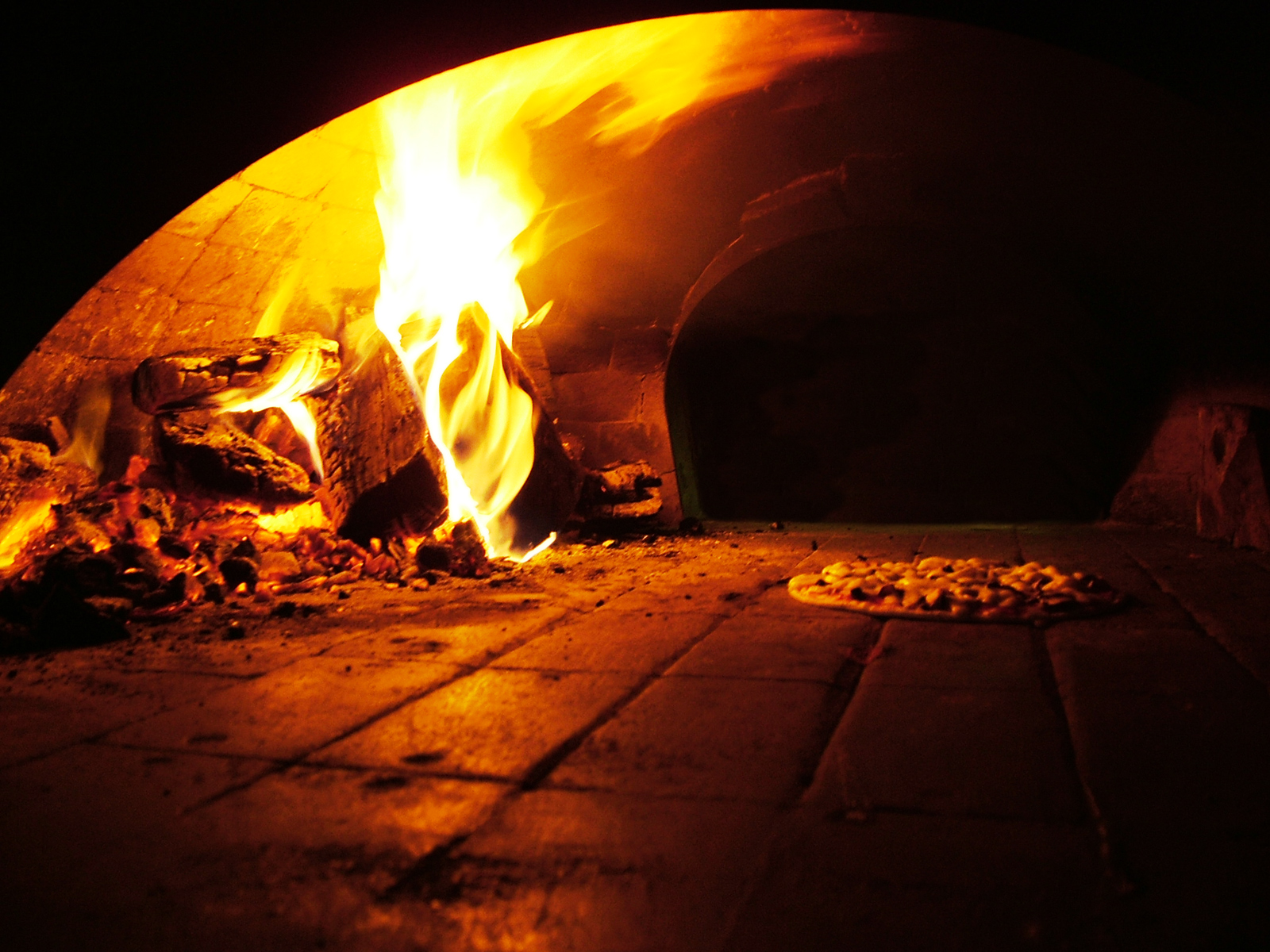
Un horno de leña de fuego directo usado, por ejemplo, para hacer pizzas.

- Horno de gas. Los avances en la utilización del gas natural como combustible han permitido conceder a los hornos de gas una opción viable en las alternativas que brinda su uso, y se muestran muy eficaces tanto por la reducción de los tiempos de cocción de las materias primas como la reducción de las emisiones al ambiente. La regulación de la atmósfera en el interior del horno se puede controlar variando la inyección de la mezcla de gas y aire, por lo que resultan muy útiles para hacer reducciones. Otra ventaja digna de mención es que se alcanzan altas temperaturas en un menor tiempo.
- Horno eléctrico. Son hornos alimentados con energía eléctrica de un uso muy extendido, por su comodidad y fácil manejo. Con los sistemas de programación que se incorporan, son muy útiles y fiables. En las cámaras de estos hornos se alojan, en unas zanjas o vías de las paredes, unas espirales de hilo conductor de energía eléctrica, que actúan como resistencia formadas por aleaciones de cromo-níquel y otros metales cuya característica es la buena conductividad, según las temperaturas que se desee alcanzar.
- Cocina solar. Su principal ventaja radica en el óptimo aprovechamiento del recurso solar para obtener energía calorífica.

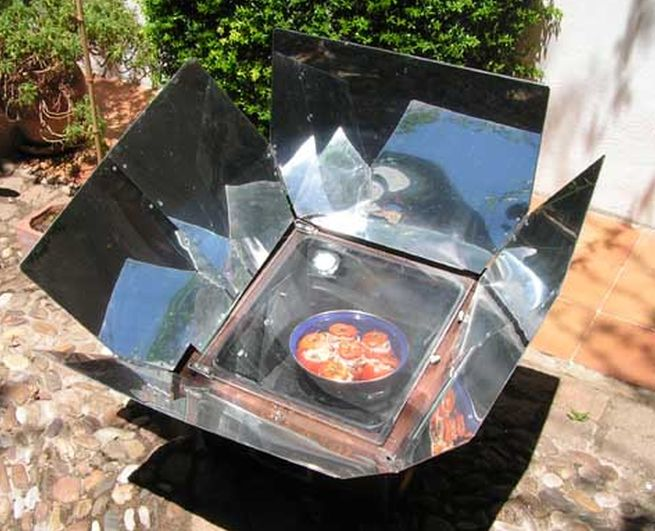
Horno solar.

- Horno de crisol. Es un depósito en forma de tronco cónica en el cual el metal está completamente aislado del combustible, y es su principal característica la de que presenta un envase con la parte superior descubierta, lo cual permite la eliminación de los gases y la obtención del metal líquido. Una de las ventajas de fundir metales no ferrosos con crisol es que se tiene una aleación más limpia, los tiempos de mantenimiento son más rápidos y el control de energía es más preciso. Se cuenta con diferentes formas, como tipo barril, jofaina y con pico, entre otros.
- Horno de microondas. Funciona mediante la generación de ondas electromagnéticas que interaccionan con las moléculas de agua contenidas en los alimentos. La interacción consiste en aprovechar las propiedades resonantes de las moléculas de agua que absorben la energía de las ondas electromagnéticas, con lo que se eleva su temperatura.

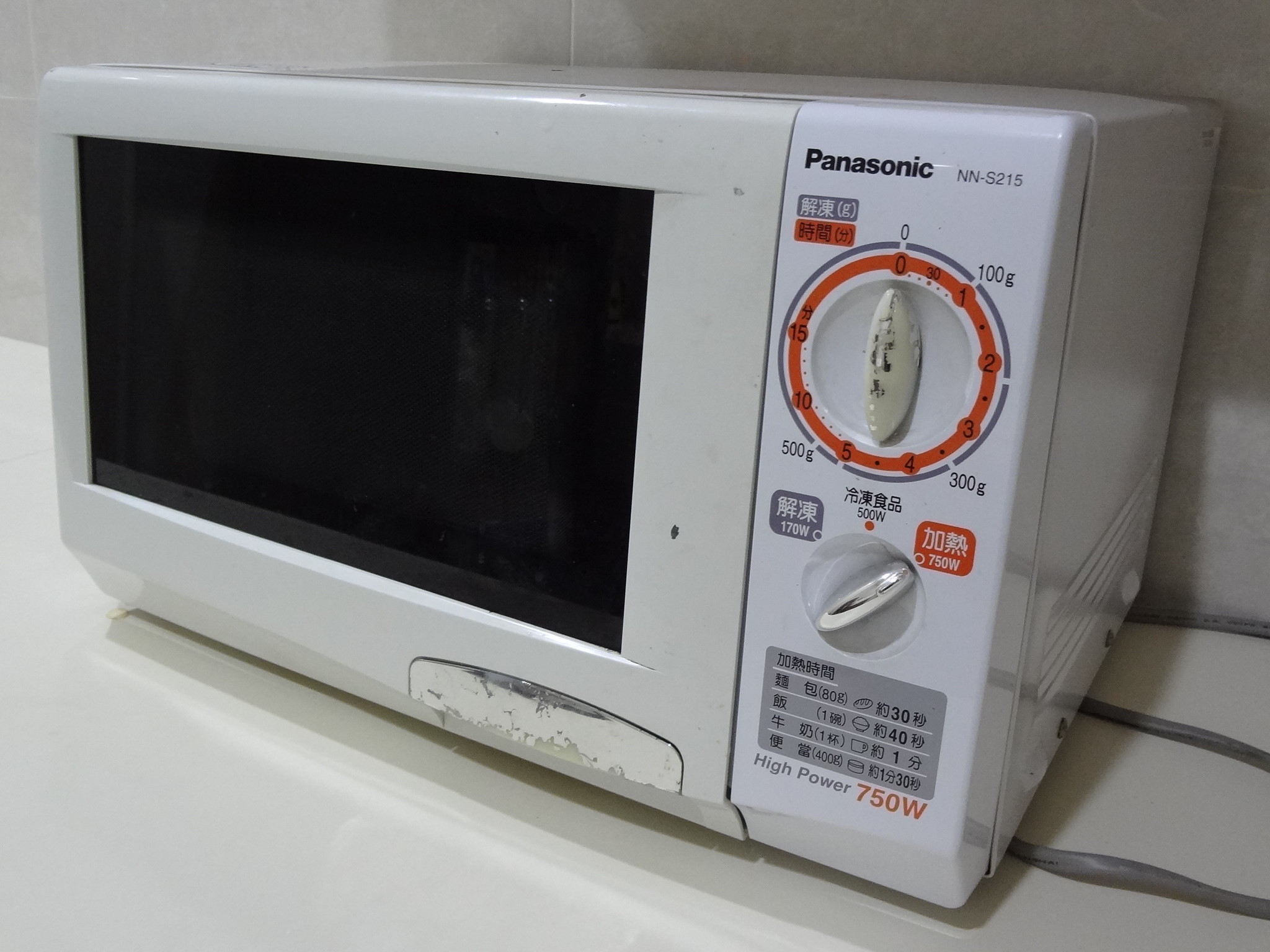
Un horno de microondas.

- Horno tostador. Los hornos tostadores son pequeños hornos eléctricos con puerta frontal, parrilla y bandeja para hornear extraíble. Cuando el tostado está listo, la tostadora se apaga, pero en la mayoría de los casos la puerta debe abrirse manualmente. Por lo general, los hornos tostadores son significativamente más grandes que las tostadoras, pero son capaces de realizar la mayoría de las funciones de los hornos eléctricos, aunque a una escala mucho menor.

Un horno tostador.

- Horno de cubilote. Este es un tipo de horno cilíndrico vertical de aproximadamente 6 metros de alto que lleva los metales en él colocados hasta el estado líquido, y permite su colado. Puede utilizarse para la fabricación de casi todas las aleaciones de hierro, y tiene ventilación forzada por toberas, ubicadas en la parte inferior.
- Horno de inducción. No es posible clasificar de manera rígida, por la frecuencia de la corriente usada, las muchas variantes existentes de hornos de inducción. Los hornos que trabajan con frecuencias superiores a los 500 ciclos por segundo tienen un baño en forma de crisol cilíndrico y no llevan un núcleo de hierro. Habitualmente, estos hornos se llaman hornos de inducción sin núcleo. En los últimos años se han construido muchos hornos de este tipo que trabajan a 50 ciclos por segundo, es decir, la frecuencia normal de las redes de suministro. Los primitivos hornos de inducción tenían un canal de fusión que formaba el secundario en cortocircuito de un transformador; estos se pueden denominar hornos de inducción de canal.
- Horno de resistencia. Hay 2 clases fundamentales de hornos de resistencia. Los de la primera se calientan mediante resistencias de aleaciones tales como la S níquel-cromo 80/20, en forma de cintas o varillas; generalmente un crisol o recipiente para el metal líquido y sirven para aleaciones de bajo punto de fusión, como las de soldadura, las de tipos de imprenta, los metales antifricción para cojinetes y algunas veces las de aluminio. Los elementos de caldeo se disponen alrededor del exterior del crisol y todo el horno queda dentro de una carcasa rellena con un material refractario y aislante térmico. Los elementos de caldeo suelen estar soportados por el revestimiento refractario.

## Horno en la refinería de petróleo
La energía necesaria para destilar el petróleo y permitir que los productos se distribuyan en la torre de destilación es suministrada por la combustión de fuel oil o gas natural. El petróleo a calentar circula dentro de tubos dispuestos en serpentines a lo largo de las paredes del horno de combustión.

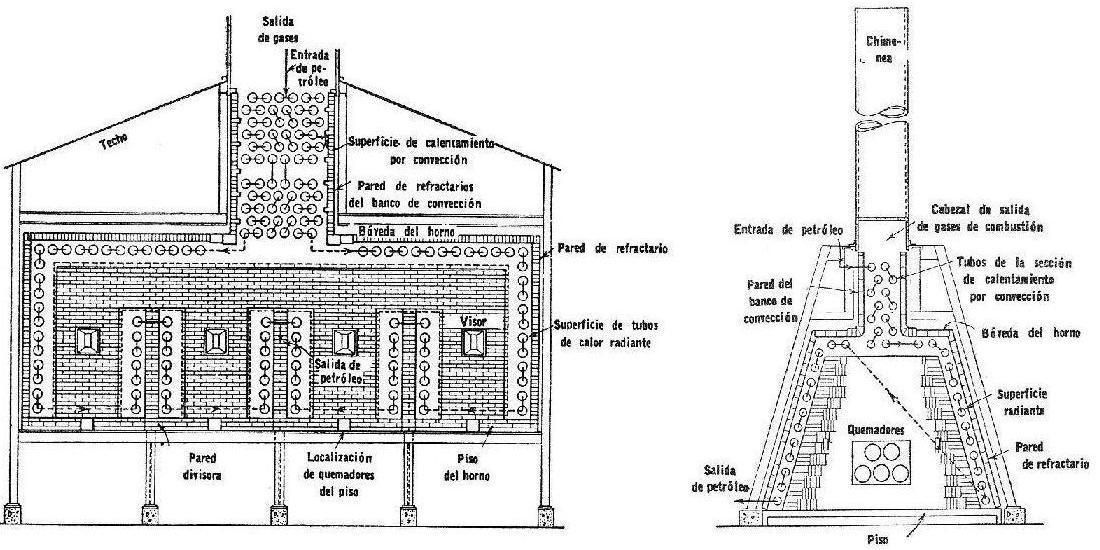
Tipos de hornos en una refinería

En los hornos se encuentra una zona de radiación donde el fuego pega directamente sobre los tubos horizontales o verticales (hornos de tipo rectangular) o sobre un serpentín helicoidal (hornos de tipo circular). Por encima se encuentra una zona de convección que aprovecha el calor de los gases de combustión que suben desde la sección de radiación y calienta algún producto intermedio.
En la mayoría de los hornos los  serpentines están formados por tubos aleteados porque este formato permite mejorar la transmisión de calor.
El combustible que se usa en los hornos sale por la chimenea, se combina con el aire y genera contaminantes sólidos (cenizas) y gaseosos (monóxido de carbono, compuestos sulfurosos, gases ácidos). Los gases de combustión deben tratarse para evitar su ingreso a la atmósfera.

## Usos

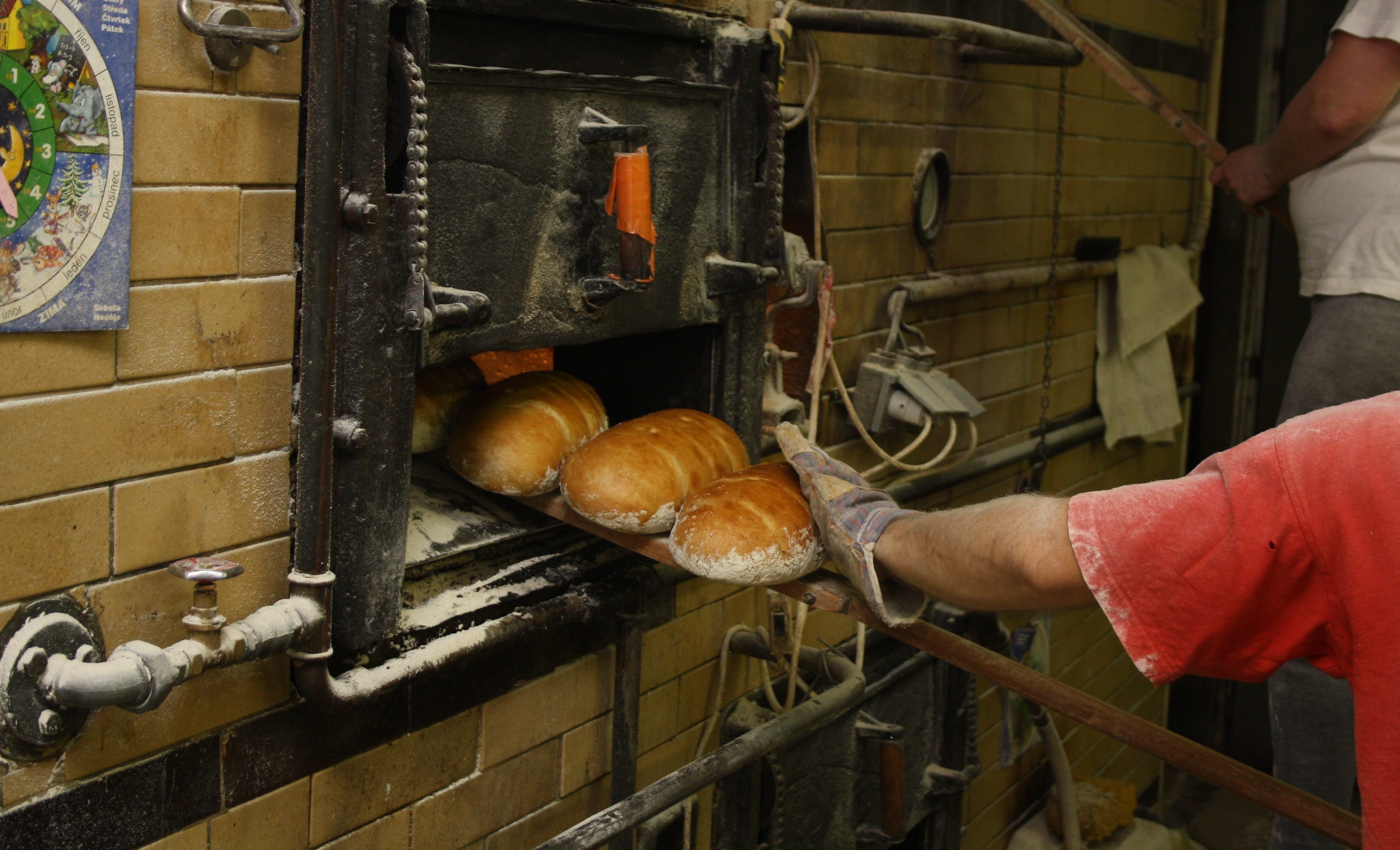
Extracción de pan de un horno

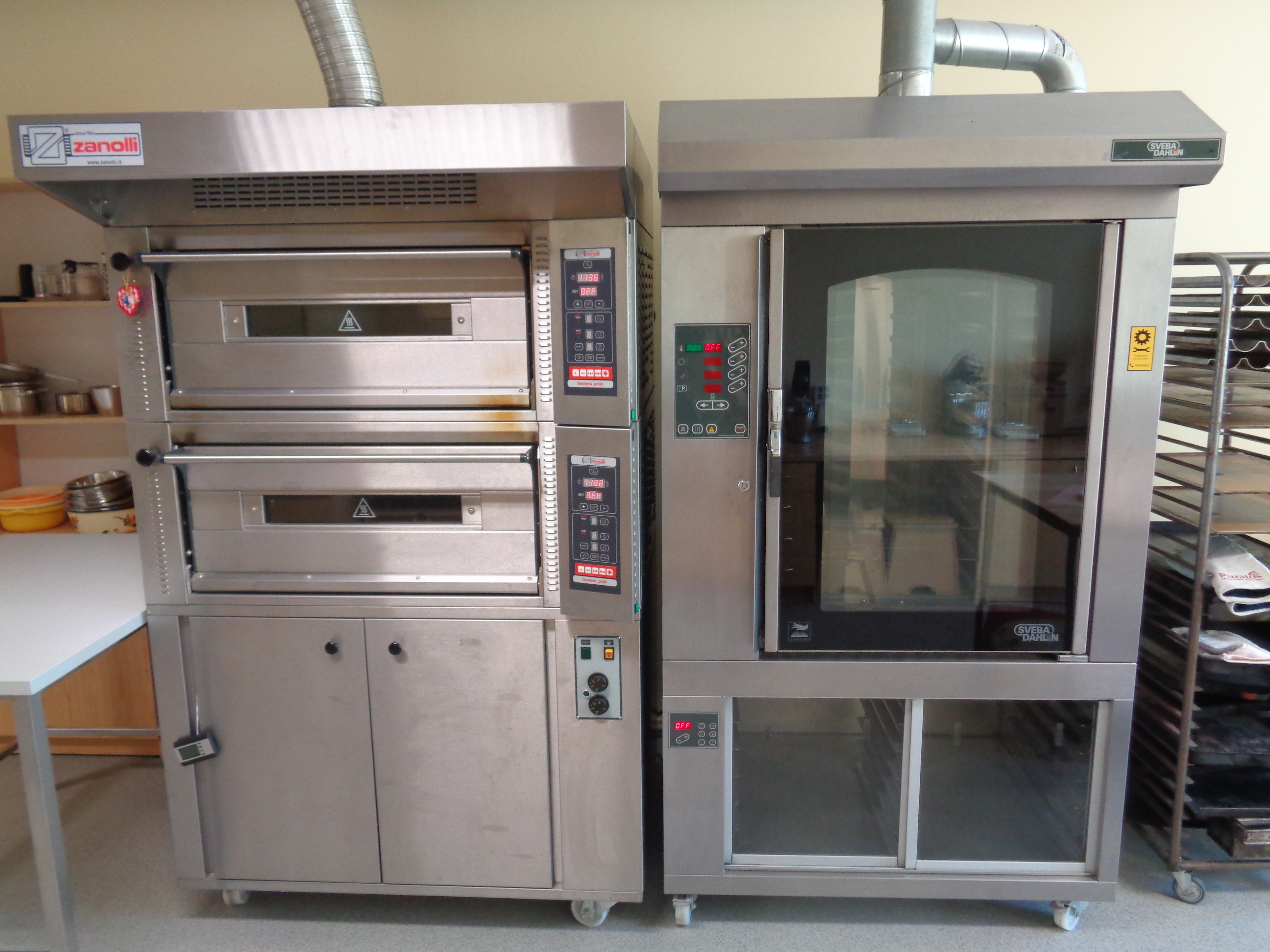
Hornos industriales de doble estante (izquierda) y rotatorio (derecha)

- Cocina. El horno convencional de cocina se utiliza para hornear, cocer, calentar o asar.[19][20] La lista de alimentos que se preparan de este modo incluye la carne, el pescado, el pollo, el pan, los pasteles y otros postres. En algunos países como en la cocina india se suele emplear abundantemente y se elaboran platos especiales que se denominan al tandoori (al horno).
- Industria y artesanía cerámica. Se utilizan hornos para cocer, secar y endurecer arcilla. El mismo proceso de cocción de la arcilla puede además permitir la solidificación, fijación y vitrificación de esmaltes con fin utilitario o decorativo aplicados previamente a la cocción sobre la arcilla.
- Se utilizan distintos tipos de hornos para el secado de materiales húmedos, tales como madera, pintura sobre metales, etc.
- Otro tipo de hornos se utilizan para la cremación.